# Pauline Hall
Pauline Margrete Hall, född den 2 augusti 1890 i Hamar, Norge, död den 24 januari 1969 i Oslo, var en norsk tonsättare, författare och musikkritiker. Hon var brorsdotter till Anton Christian och Birger Anneus Hall.

## Biografi
Hall påbörjade sin utbildning i Oslo och fortsatte i Paris 1912–13. Efter avslutade studier arbetade hon som kompositör och som musikkritiker vid den norska tidningen Dagbladet.
Hon var känd för sin kritik av dilettantism och ytliga nationella kompositörer och sitt främjande av modern musik. År 1938 grundade hon Ny Musikk, den norska delen av International Society for Contemporary Music (ISCM), och fungerade som ordförande.  Hon tjänstgjorde som president för ISCM International 1952–53 och tog också över ledningen av ISCM International Music Festival i Oslo 1953. 
Halls kompositioner omfattar scen-, film- och kammarmusik, romanser och körsånger i en personlig stil med viss påverkan av Debussy och Stravinskij.

## Verk i urval
Bland Halls komponerade orkesterverk, teater- och filmmusik, kammarmusik och vokala verk kan nämnas
- 1929 Verlaine Suite, för orkester
- 1933 Cirkusbilder, för orkester
- 1949 Suite av scenemusiken till «Julius Caesar» på Nationaltheateret, för orkester
- Foxtrott, för orkester
- 1950 Markisen , balett, premiär: 1964, Oslo, Den Norske Opera
- 1947 Ro ro te Rara, för manskör
- En gutt gikk ut In elskovssti, för manskör, text: Gunnar Larsen
- Nachtwandler för 6 delar blandad kör och orkester, text: Falke
- Til Kongen, för blandad kör
- Til Wessel-Tekster, för manskör, op. 7, text: Johan Herman Wessel
- 1945 Fangens Aftensang, för röst och piano
- 1961 Brand Tosserier, för röst, klarinett, fagott, trumpet och valthorn
- Du blomst jag grävde, för röst och piano, text: Iens Petter Jacobsen
- Rondeau, för röst och piano, text: E. Solstad
- Tagelied, för röst och orkester
- Tango, för röst och orkester
- Sånger, för röst och piano, op. 4, text: Knut Hamsun Auerdahl
- 1945 Svit för blåsarkvintett
- Liten dansesuite, för oboe, klarinett och fagott.